# Gao Min
Gao Min (født 26. januar 1982) er en kinesisk cyklist som konkurrerer i landevejscykling. Hun repræsenterede Kina under SOMMER-OL 2008 hvor hun blev nummer 16 i landevejscykling og nummer 17 i tidskørsel.